# Fok Ming Shan
Fok Ming Shan (* 5. Juli 1958) ist ein Bogenschütze aus Hongkong.
Fok ist 172 cm groß und 56 kg schwer und nahm an zwei Olympischen Spielen am Einzelwettbewerb im Bogenschießen teil; 1984 wurde er 57., 1988 77.